# Teoremas de Castigliano
Los teoremas de Castigliano de resistencia de materiales se deben al ingeniero italiano Carlo Alberto Castigliano (1847-1884), que elaboró nuevos métodos de análisis para sistemas elásticos. Los dos teoremas que llevan actualmente su nombre, enunciados en 1874 y 1875 respectivamente son sus contribuciones más importantes.

## Primer teorema de Castigliano
Sea un cuerpo elástico {\displaystyle K\in \mathbb {R} ^{3}} sobre el que actúan el conjunto de fuerzas P1,...,Pn aplicados sobre los puntos del sólido A1,...,An y llamamos {\displaystyle \scriptstyle U(\delta _{1},...,\delta _{n})} a la energía potencial elástica o potencial interno donde {\displaystyle \delta _{i}} es el movimiento- desplazamiento o giro- en el punto Ai en la dirección de la fuerza Pi. Entonces la fuerza ejercida Pi en el punto Ai viene dada por:

(1){\displaystyle P_{i}={\frac {\partial U}{\partial \delta _{i}}}}

## Segundo teorema de Castigliano
Sea un cuerpo elástico-lineal e isótropo {\displaystyle K\in \mathbb {R} ^{3}} sobre el que actúan un conjunto de fuerzas {\displaystyle P_{1},P_{2},...,P_{n}} aplicadas sobre los puntos del sólido {\displaystyle i=\{1,2,...,n\}} y llamamos {\displaystyle U(P_{1},P_{2},...,P_{n})} a la energía potencial elástica o potencial interno. Entonces el desplazamiento o giro {\displaystyle \delta _{i}} proyectado sobre la dirección de {\displaystyle P_{i}} viene dada por:

{\displaystyle \delta _{i}={\frac {\partial U}{\partial P_{i}}}}

Este teorema puede particularizarse a numerosos casos prácticos de forma algo más concreta, por ejemplo en la teoría de vigas Euler-Bernoulli se emplea la forma:

(2){\displaystyle \delta _{i}={\frac {\partial U}{\partial P_{i}}}=\int _{L}\left({\frac {N_{x}}{EA}}{\frac {\partial N_{x}}{\partial P_{i}}}+{\frac {M_{y}}{EI_{y}}}{\frac {\partial M_{y}}{\partial P_{i}}}+{\frac {M_{z}}{EI_{z}}}{\frac {\partial M_{z}}{\partial P_{i}}}\right)\ {\text{d}}s}

donde:
{\displaystyle N_{x}(s),M_{y}(s),M_{z}(s)} representan los esfuerzos de sección (axial y flectores) a lo largo del eje baricéntrico de la viga.
{\displaystyle A,I_{y},I_{z}} representan el área y los segundos momentos de área de la sección transversal de la viga.
{\displaystyle E} es el módulo de Young del material de la viga.

### Demostración
Sea un cuerpo elástico-lineal e isótropo {\displaystyle K\in \mathbb {R} ^{3}} sobre el que actúan un conjunto de fuerzas {\displaystyle P_{1},P_{2},...,P_{n}} aplicadas sobre los puntos del sólido {\displaystyle i=\{1,2,...,n\}}, generando una energía de deformación {\displaystyle U} que es función de las cargas. Debido al comportamiento descrito, es válido el principio de superposición. Cuando las cargas se aplican al cuerpo, se van incrementando cuasiestáticamente desde cero hasta sus valores finales, generando los desplazamientos proporcionales. Si una vez terminado el proceso aplicamos a la carga i-ésima un incremento infinitesimal, la energía de deformación se incrementará igualmente según la expresión:

(3){\displaystyle \mathrm {d} U={\dfrac {\partial U}{\partial P_{i}}}\,\mathrm {d} P_{i}}

Donde {\displaystyle \partial U/\partial P_{i}} es la tasa de cambio de {\displaystyle U} con respecto a {\displaystyle P_{i}} (debe ser una derivada parcial, ya que {\displaystyle U} es función de todas las cargas). La energía de deformación final es:

(4){\displaystyle U+\mathrm {d} U=U+{\dfrac {\partial U}{\partial P_{i}}}\,\mathrm {d} P_{i}}

Debido al principio de superposición, la energía de deformación total debe ser independiente del proceso seguido en la aplicación de las cargas. Estudiaremos por tanto el caso en el orden inverso. Así, aplicamos primero la carga {\displaystyle \mathrm {d} P_{i}}, lo que, como en un caso general la energía de deformación vale {\displaystyle P\delta /2} (ya que la carga se aplica gradualmente), produce una igual a:

(5){\displaystyle {\dfrac {\mathrm {d} P_{i}\mathrm {d} \delta _{i}}{2}}}

Cuando se aplica el resto de cargas, éstas producirán una energía de deformación de igual valor al caso anterior, esto es, {\displaystyle U}. Sin embargo, como durante este proceso hemos tenido a la carga {\displaystyle \mathrm {d} P_{i}} moviéndose una distancia {\displaystyle \delta _{i}}, tendremos que sumarle su trabajo, que por haber estado {\displaystyle \mathrm {d} P_{i}} actuando siempre a tal valor, es de valor {\displaystyle \mathrm {d} P_{i}\delta _{i}}. Luego la energía total de deformación será la suma de todas éstas:

(6){\displaystyle {\dfrac {\mathrm {d} P_{i}\mathrm {d} \delta _{i}}{2}}+U+\mathrm {d} P_{i}\delta _{i}}

Y como dijimos, debido al principio de superposición, (6) debe ser igual a (3). Si además despreciamos los infinitésimos de segundo orden, por ser a su vez infinitesimalmente más pequeños que el resto de términos, obtenemos, despejando el desplazamiento i-ésimo el segundo teorema de Castigliano:

{\displaystyle U+{\dfrac {\partial U}{\partial P_{i}}}\,\mathrm {d} P_{i}={\dfrac {\mathrm {d} P_{i}\mathrm {d} \delta _{i}}{2}}+U+\mathrm {d} P_{i}\delta _{i}\qquad \Rightarrow \qquad \delta _{i}={\dfrac {\partial U}{\partial P_{i}}}}